# 伍德斯托克 (紐約州)
伍德斯托克（Woodstock）是美國紐約州阿爾斯特郡的一個城市。據2010年人口普查，伍德斯托克人口有5,884人，比2000年的6,241人略有減少。